# Landkreis Osnabrück
Landkreis Osnabrück är ett distrikt i Niedersachsen, Tyskland.

## Infrastruktur
Genom distriktet går motorvägarna A1, A30 och A33 och förbundsvägarna B51, B65, B68, B214 och B218.

## Städer och kommuner
I förvaltningsrättslig mening finns i modern tid ingen skillnad mellan begreppet Stadt (stad) gentemot Gemeinde (kommun). 
Osnabrück är en kretsfri stad och är centralort för Landkreis Osnabrück men ingår inte i distriktet.

### Einheitsgemeinden
| - Bad Essen - Bad Iburg (stad) - Bad Laer - Bad Rothenfelde - Belm | - Bissendorf - Bohmte - Bramsche (stad) - Dissen am Teutoburger Wald (stad) | - Georgsmarienhütte (stad) - Glandorf - Hagen am Teutoburger Wald - Hasbergen | - Hilter am Teutoburger Wald - Melle (stad) - Ostercappeln - Wallenhorst |

### Samtgemeinde
| - Samtgemeinde Artland | - Samtgemeinde Bersenbrück | - Samtgemeinde Fürstenau | - Samtgemeinde Neuenkirchen |